# 월랑초등학교 (충남)
월랑초등학교는 대한민국 충청남도 아산시에 있는 공립 초등학교이다.

## 학교 연혁
- 1940. 6. 16 음봉 월랑공립심상소학교로 개교
- 1946. 9. 1 월랑공립국민학교로 개칭
- 1950. 6. 1 월랑국민학교로 개칭
- 1970. 7. 1 벽지학교 지정
- 1996. 3. 1 월랑초등학교로 개칭
- 2001. 1. 1 농어촌학교 지정
- 2007. 3. 1 도지정 환경교육 시범학교(2년간)
- 2010. 3. 1 17학급, 유치원 1학급 편성
- 2012. 3. 1 17학급, 유치원 1학급, 특수 1학급 편성
- 2015. 2. 13 제71회 졸업(총 3,531명)
- 2015. 3. 1 21학급(특수학급 1학급 포함), 유치원 2학급 편성
- 2016. 2. 12 제72회 졸업(총 3,604명)
- 2016. 3. 1 신설대체학교이전,33학급(특수학급 1학급 포함),유치원 3학급 편성
- 2017. 2.10 제73회 졸업(총 3,678명)
- 2017. 3. 1 36학급(특수학급 1학급 포함), 유치원 4학급
- 2018. 3. 1 41학급(특수학급 1학급 포함), 유치원 4학급
- 2021. 3. 1. 53학급(특수학급 2학급 포함), 유치원 5학급

## 참고 자료
- 월랑초등학교 - 한국교육학술정보원 학교알리미